# Viggo Larsen
Viggo Larsen (Copenaghen, 14 agosto 1884 – Copenaghen, 6 gennaio 1957) è stato un attore, regista e produttore cinematografico danese.
Apparve in 75 film tra il 1906 e il 1942. Diresse inoltre 60 film tra il 1906 e il 1921.

## Biografia
Nato il 14 agosto 1884, dopo aver terminato gli studi Larsen prestò servizio militare, arrivando nel 1905 al grado di sergente. Ben presto lasciò la carriera nell'esercito, trovando lavoro al Biograf-Theatret, un cinema il cui direttore era Ole Olsen. La sala, che era stata inaugurata il 23 aprile 1905, avrebbe ricoperto un ruolo fondamentale nella storia del cinema danese. All'inizio, Larsen faceva un po' di tutto, ma poi finì per passare dietro alla macchina da presa, diventando il primo regista della Nordisk, la casa di produzione fondata da Olsen. Larsen restò alla Nordisk fino al 1909, quando venne licenziato e lasciò la Danimarca per andare a lavorare in Germania dove restò fino al 1945, quando ritornò come profugo tedesco.

## Filmografia

### Attore
- Fiskerliv i Norden, regia di Viggo Larsen (1906)
- Anarkistens svigermor, regia di Viggo Larsen (1906)
- Caros Død
- Sømandsliv
- Ridderen af Randers Bro
- Løvejagten, regia di Viggo Larsen (1907)
- Hævnet, regia di Viggo Larsen (1907)
- Haanden
- Fra Bagdad
- Feens Rose
- En Opstandelse
- Den hvide slavinde, regia di Viggo Larsen (1907)
- Isbjørnejagten (1907)
- Røverens brud, regia di Viggo Larsen (1907)
- Et Drama fra Riddertiden
- Vikingeblod, regia di Viggo Larsen (1907)
- Den glade Enke
- Der var engang, regia di Viggo Larsen e Gustav Lund (1907)
- Flugten fra seraillet, regia di Viggo Larsen (1907)
- Drengen med den sjette sans
- Skipperens Datter
- Kameliadamen, regia di Viggo Larsen (1907)
- Fyrtøjet, regia di Viggo Larsen (1907)
- Fra rokokotiden, regia di Viggo Larsen (1907)
- Trilby, regia di Viggo Larsen (1908)
- Verdens Herkules, regia di Viggo Larsen (1908)
- De to Guldgravere, regia di Viggo Larsen (1909)
- Napoleon og hans lille Trompetist, regia di Viggo Larsen (1909)
- Madame Sans-Gêne, regia di Viggo Larsen (1909)
- Et Budskab til Napoleon paa Elba, regia di Viggo Larsen (1909)
- Den Graa dame, regia di Viggo Larsen (1909)
- Den Skæbnesvangre opfindelse, regia di August Blom (1910)
- Entsühnt, regia di Viggo Larsen (1910)
- Arsène Lupin contra Sherlock Holmes, regia di Viggo Larsen (1910)
- Die Pulvermühle, regia di Viggo Larsen (1910)
- Vergebens (1911)
- Die Geliebte des Chinesen, regia di Viggo Larsen (1911)
- Weiße Sklavin - 3. Die Teil, regia di Viggo Larsen (1911)
- Ihr Jugendfreund (1911)
- Madame Potiphar, regia di Viggo Larsen (1911)
- Opfer der Untreue, regia di Viggo Larsen (1911)
- Die Abenteuer von Lady Glane, regia di Viggo Larsen (1912)
- Der Eid des Stephan Huller, regia di Viggo Larsen (1912)
- Gauklerblut, regia di Viggo Larsen (1913)
- Die Sumpfblume, regia di Viggo Larsen (1913)
- Frida, regia di Viggo Larsen (1914)
- Das Kriegslied der Rheinarmee, regia di Viggo Larsen (1914)
- Kate, regia di Viggo Larsen (1914)
- Die Ahnfrau, regia di Viggo Larsen (1914)
- Karlas Tante, regia di Viggo Larsen (1915)
- I Storm og Stille, regia di Vilhelm Glückstadt (1915)
- Das Abenteuer einer Ballnacht, regia di Viggo Larsen (1916)
- Los vom Manne!, regia di Viggo Larsen (1917)
- Lehrer Matthiesen, regia di Viggo Larsen (1917)
- Die Kunst zum Heiraten, regia di Viggo Larsen (1917)
- Frank Hansens Glück, regia di Viggo Larsen (1917)
- Das Nachträtsel, regia di Viggo Larsen (1917)
- Rotterdam - Amsterdam, regia di Viggo Larsen (1918)
- Bräutigam auf Aktien, regia di Viggo Larsen (1918)
- Die Blaue Mauritius, regia di Viggo Larsen (1918)
- Der Sohn des Hannibal, regia di Viggo Larsen (1918)
- Der Todbringer, regia di Viggo Larsen (1919)
- Die Edelsteinsammlung, regia di Viggo Larsen (1919)
- Die Diamanten des Zaren, regia di Viggo Larsen (1919)
- Argus X, regia di Viggo Larsen (1919)
- Der Fürst der Diebe und seine Liebe, regia di Viggo Larsen (1919)
- Rote Spuren, regia di Viggo Larsen (1921)
- Die Perle des Orients, regia di Karl Heinz Martin (1921)
- Der Wahn des Philipp Morris, regia di Rudolf Biebrach (1921)
- Das Mädchen ohne Gewissen, regia di William Kahn (1922)
- Die Dame und der Landstreicher, regia di Alfred Halm (1922)
- Das Feuerschiff, regia di Richard Löwenbein (1922)
- Oriente (Orient), regia di Gennaro Righelli (1924)
- Una moglie e... due mariti (Die Puppenkönigin), regia di Gennaro Righelli (1925)
- Gli undici ufficiali di Schill (1932)
- Sie oder Sie (1935)
- Nach dem Klingeln - Bitte drücken (1935)
- Alle Tage ist kein Sonntag, regia di Walter Janssen (1935)
- Die Unheimliche Helene (1936)
- Stronger Than Paragraphs (1936)
- Aufmachen, Kriminalpolizei (1936)
- Togger, regia di Jürgen von Alten (1937)
- Ruhe ist die erste Bürgerpflicht (1937)
- Bandiera gialla (Die gelbe Flagge ), regia di Gerhard Lamprecht (1937)
- Delitto sull'autostrada (Mordsache Holm ), regia di Erich Engels (1938)
- Schüsse in Kabine 7 (1938)
- Schatten über St. Pauli (1938)
- Inspektor Warren wird bemüht (1939)
- Die Geliebte, regia di Gerhard Lamprecht (1939)
- Clarissa (1941)
- Ghepeu (1942)
- Diesel (1942)

### Regista
- Rivalinder (1906)
- Journalisten som Sjover (1906)
- Den sorte maske (1906)
- Professorens Morgenavis, co-regia di Louis Halberstadt (1906)
- Fiskerliv i Norden (1906)
- En foræring til min Kone (1906)
- Anarkistens svigermor o Anarkistens Svigermoder (1906)
- Tandpinens Kvaler (1906)
- Røverhøvdingens Flugt og Død o Røverhøvdingen (1906)
- En ny hat til Madammen (1906)
- Den glade Enke (1906)
- Vitrioldrama (1906)
- Stenhuggerens Datter (1906)
- Forstyrret Middag (1906)
- Triste Skæbner (1906)
- To børn paa Landevejen (1906)
- Sønnens hævn (1906)
- Caros Død (1906)
- Løvejagten
- Lykkens Galoscher
- Happy Bob som Tjener
- Happy Bob som Frier
- Happy Bob som Cyklist
- Happy Bob som Bokser
- Happy Bob paa Rottejagt
- Happy Bob paa Keglebane
- Hævnet (1907)
- En Opstandelse (1907)
- Naturstykke (1907)
- Gaardmandssøn og Husmandsdatter (1907)
- Tantes Fødselsdag
- Den hvide slavinde (1907)
- Feriedrengen
- Gratis Middag
- Falliten
- Ivrige Kortspillere
- Datteren solgt
- Violinistindens Roman
- Uskyldig dømt
- Røverens Brud (1907)
- Krøblingen
- Sjælebytning
- Jeg maa tilgive
- Zigeunerens Hævn
- Et Drama fra Riddertiden
- Vikingeblod (1907)
- Den glade Enke
- Der var engang, co-regia di Gustav Lund - cortometraggio (1907)
- Flugten fra seraillet
- Drengen med den sjette Sans - cortometraggio (1907)
- Tryllesækken
- Kameliadamen (1907)
- En moderne Søhelt (1907)
- Æren tabt alt tabt (1907)
- Djævlespillet i Zoologisk Have
- Kejser Nero paa krigsstien
- Texas Tex
- Baby paa Laanekontoret
- Angelo, Tyran fra Padua (1907)
- Hjortens Flugt
- Testamentet - cortometraggio (1908)
- Sidstoffer
- Lodsens datter
- Fyrtøjet (1907)
- Den hvide slavehandel
- Betjentens Middagslur
- Vildmanden
- Natten før Christians Fødselsdag - cortometraggio (1908)
- Motorcyklisten
- Lille Hanne (1908)
- Kaliffens Æventyr (1908)
- I Forbryderhænder
- Den Blinde
- Jeppe paa bjerget (1908)
- Jeppe paa bjerget
- Madkæresten
- Fra Puppe til Sommerfugl
- Skuespilleren - cortometraggio (1908)
- Trilby (1908)
- Gennem Livets Skole
- Othello - cortometraggio (1908)
- Karneval
- Smæklaasen
- Rosen (1908)
- Verdens Herkules (1908)
- Et Folkesagn (1908)
- Naar Møbler flyttes
- Svend Dyrings hus
- Den falske Generaldirektør
- Sherlock Holmes i Livsfare
- Barn i kirke (1908)
- La Tosca - cortometraggio (1908)
- Tiggersken
- Skilt og atter forenet
- Sherlock Holmes II
- Sherlock Holmes III
- Rulleskøjterne
- Little Hannie's Last Dream
- Falkedrengen (1908)
- Uno scherzo scortese (En grov spøg)
- Den sicilianske familie
- Paul Wangs skæbne (1909)
- Pat Corner
- Madame Sans-Gêne (1909)
- De to Guldgravere (1909)
- Den vanartede Søn
- Arvingen til Kragsholm
- Wilhelm Tell (1909)
- Capriciosa
- Nat Pinkerton I
- Nat Pinkerton II
- Livsslaven
- En kvinde af folket
- Obersten og Skildvagten
- Droske 519
- En standhaftig Frier
- Grevinde X
- Den graa dame
- Heksen og cyklisten (1909)
- Dr. Nikola I
- Et Budskab til Napoleon paa Elba (1909)
- Dr. Nikola III
- Anarkister ombord
- Barnet som Velgører (1909)
- Bjørnejagt i Rusland
- Napoleon og hans lille Trompetist (1909)
- Herremandens Barnebarn
- Dødsspringet
- Duellen
- Den gule Djævel
- Sangerindens Diamanter
- Revolutionsbryllup (1910)
- Arsène Lupin contra Sherlock Holmes (1910)
- Napoleon og den lille Hornblæser
- Die Pulvermühle (1910)
- Sete d'amore (Liebesdurst) (1910)
- Entsühnt (1910)
- Eksplosionen i den store Kulgrube
- Die Geliebte des Chinesen (1911)
- Weiße Sklavin - 3. Die Teil (1911)
- Madame Potiphar (1911)
- Opfer der Untreue (1911)
- Der Eid des Stephan Huller (1912)
- Opfertod
- Kinomann kauft eine Gartenbank
- Zapfenstreich (1912)
- Die Abenteuer von Lady Glane (1912)
- Die Sumpfblume (1913)
- Motiv unbekannt - Das Drama einer Ehe
- Gauklerblut (1913)
- Frida (1914)
- Das Kriegslied der Rheinarmee (1914)
- Countess Holgska, the Norwegian Spy
- Maison Fifi
- Kate (1914)
- Wie Axel ein Kostüm bekam
- Die Ahnfrau (1914)
- Karlas Tante (1915)
- Frank Hansens Glück (1917)
- Das Nachträtsel (1917)
- Los vom Manne! (1917)
- Lehrer Matthiesen (1917)
- Der graue Herr
- Die Kunst zum Heiraten (1917)
- Rotterdam - Amsterdam (1918)
- Das Abenteuer einer Ballnacht (1918)
- Sein letzter Seitensprung (1918)
- Der Sohn des Hannibal (1918)
- Der Mann mit den sieben Masken (1918)
- Die Blaue Mauritius (1918)
- Bräutigam auf Aktien (1918)
- Die Edelsteinsammlung (1919)
- Die Diamanten des Zaren (1919)
- Argus X (1919)
- Der Fürst der Diebe und seine Liebe (1919)
- Der Todbringer (1919)
- Rote Spuren (1921)

### Produttore
- Der Dieb, regia di Franz Eckstein, Rosa Porten (1918)